# Et skud i mørke
Et skud i mørke (originaltitel: A Shot in the Dark) er en film fra 1964, instrueret af Blake Edwards. Filmen er den anden i serien om Den lyserøde panter. I filmen introduceres Inspector Clouseaus chef Dreyfuss (Herbert Lom) og Clouseaus tjener Cato (Burt Kwouk).
Filmen blev efterfulgt af Den lyserøde panter springer igen.

## Handling
Inspector Clouseau (Peter Sellers) bliver kaldt til Paris, hvor han skal opklare et mord begået i den aristokratiske familie Ballon. Hans chef Charles Dreyfuss (Herbert Lom) deltager også i efterforskningen, da han afskyer Clouseau og ønsker at se ham komme ned med nakken. Alle spor peger på familien Ballons stuepige (Elke Sommer), men Clouseau, der forelsker sig i stuepigen, nægter at tro på, at hun er morderen. For at få dækket over sporene, så hverken Clouseau og Dreyfus opdager noget, bliver morderen nødt til at begå flere og flere mord.

## Medvirkende
- Peter Sellers – Inspector Jacques Clouseau
- Herbert Lom – Charles Dreyfuss
- Elke Sommer – Maria Gambrelli
- George Sanders – Benjamin Ballon
- Burt Kwouk – Cato Fong